# Michele Gordini
Pour les articles homonymes, voir Gordini (patronyme).
 (janvier 2025).
Si vous disposez d'ouvrages ou d'articles de référence ou si vous connaissez des sites web de qualité traitant du thème abordé ici, merci de compléter l'article en donnant les références utiles à sa vérifiabilité et en les liant à la section « Notes et références ».
Michele Gordini (né le 23 avril 1896 à Cotignola, dans la province de Ravenne, en Émilie-Romagne et mort le 22 février 1970 dans la même ville) est un coureur cycliste italien, professionnel entre 1920 et 1932.

## Biographie
Il fut professionnel de 1920 à 1932.

## Palmarès
- 1922
  - Tour d'Ombrie
  - Milan-Bellinzona
- 1923
  - Tour d'Émilie
  - 7e du Tour d'Italie
- 1924
  - 2e de Milan-Turin
  - 3e du Tour de Toscane
  - 3e du championnat d'Italie sur route
- 1925
  - 2e de Tour de Romagne
- 1927
  - 2e de Tour de Vénétie
  - 3e de Tour de Romagne

## Résultats sur les grands tours

### Tour d'Italie
- 1921 : 14e
- 1923 : 7e
- 1925 : 12e
- 1927 : 18e
- 1928 : 39e

### Tour de France
- 1925 : 21e
- 1927 : 24e
- 1929 : abandon